# 이준희 (1993년)
이준희 (1993년 12월 10일~)는 대한민국의 축구 선수로서 포지션은 골키퍼이다.

## 클럽 경력
이준희는 포항 스틸러스 산하의 유소년 팀인 포항제철공업고등학교를 거쳤으며, 포철공고의 2011년 고교 챌린지리그 우승에 기여하였다. 2012년 초, 졸업과 함께 포항 스틸러스에 우선지명된 뒤 인천대학교에 진학하였고, 주전 골키퍼로 활약하였다.
2015년 포항 스틸러스에 입단하였으나 부상으로 한 경기에도 나서지 못하였고, 2016 시즌을 앞두고 K리그 챌린지의 경남 FC로 임대되었다. 2016년 4월 10일 대구 FC와의 원정 경기에서 선발 출전하며 프로 무대에 데뷔하였으며, 데뷔전을 무실점으로 치러내어 호평을 받았다. 2016시즌 14경기에 나서 15실점을 기록하였고, 이 활약을 인정 받아 2017년 경남 FC로 완전이적하였다.
부상의 여파로 전반기에는 출전 기회를 잡지 못했지만 7월 24일 아산 무궁화 FC전에 복귀하였고 그 다음 경기인 안산 그리너스 FC전에도 선발출장하여 이번 시즌 2경기 2실점을 기록하고있다. 그 이후로도 10월 1일 안산 그리너스 FC전에 자책골을 기록했지만 좋은 활약을 보이며 팀의 챌린지 우승과 승격에 큰 도움을 주었다.
2019시즌을 앞두고 대구 FC로 이적했다.
2021시즌을 앞두고 사회복무요원 복무를 위해 시흥시민축구단에 입단했다.

## 논란
8월 19일 부천 FC 1995와의 원정 경기에서 페널티킥을 선방한 후 부천팬들을 향해 크리스티아누 호날두를 흉내내는 등의 과한 세리머니를 펼쳤다가, 경기 종료 후 부천 팬들이 불만 품고 경남 선수단 버스 앞을 3시간씩이나 가로막으며 이준희에게 사과를 요구하기도 하며 논란이 일었었다.
우승 시상식때 "호우주의보" 라고 적힌 현수막을 두르고 호우 세리머니를 하며 다시 한 번 논란이 되는 듯 했지만 다행히 큰 문제는 되지 않았다.

## 수상

### 클럽
경남 FC
- K리그 챌린지 : 우승 (2017)